# Squamicapilla arenata
Squamicapilla arenata is een vlinder uit de familie van de Metarbelidae. De wetenschappelijke naam van de soort is voor het eerst gepubliceerd in 1908 door Wilhelm Schultze.
Deze soort komt voor in de Filipijnen.